# Sagwitch
Sagwitch (c. 1822 - 1887) est un chef des Shoshones du Nord qui entretint de bonnes relations avec les Mormons venus s'installer sur leurs terres dans le nord de l'Utah au milieu du XIXe siècle et qui finit par se convertir au mormonisme en 1873. Son groupe fut attaqué le 29 janvier 1863 lors du massacre de Bear River par des troupes de l'armée des États-Unis menées par le colonel Patrick E. Connor.